# Варанда (село)
Варанда (вірм. Վարանդա), Карадагли (азерб. Qaradağlı) — село у Мартунинському районі Нагірно-Карабаської Республіки. Село розташоване на трасі Степанакерт — Мартуні, за 26 км на схід від Степанакерту та 13 км на захід від Мартуні.